# Arbanats
Arbanats – miejscowość i gmina we Francji, w regionie Nowa Akwitania, w departamencie Żyronda.
Według danych na rok 1990 gminę zamieszkiwało 757 osób, a gęstość zaludnienia wynosiła 100 osób/km² (wśród 2290 gmin Akwitanii Arbanats plasuje się na 543. miejscu pod względem liczby ludności, natomiast pod względem powierzchni na miejscu 1235.).